# Kínai lágyhéjú teknős

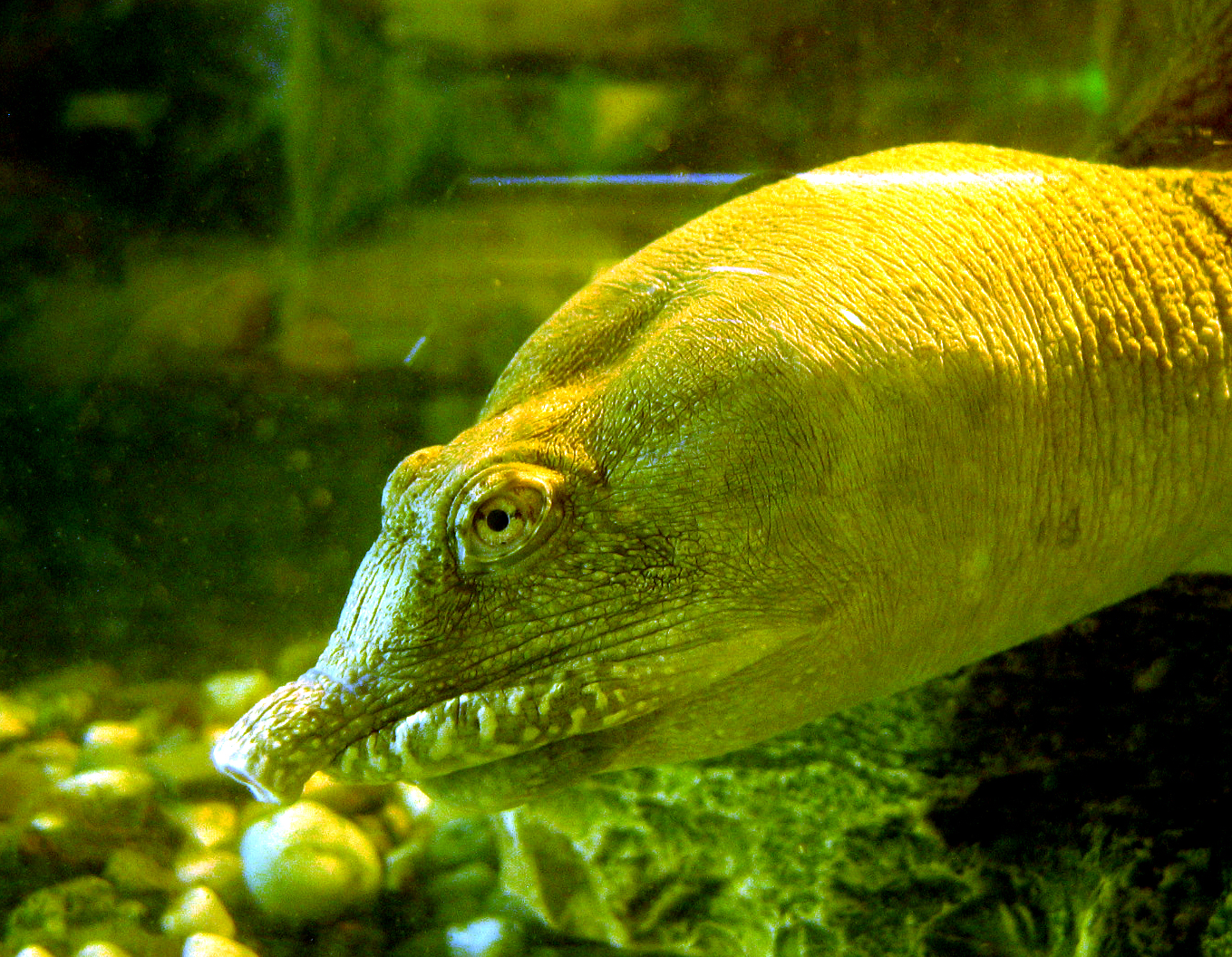
Portré

A kínai lágyhéjú teknős (Pelodiscus sinensis) a hüllők (Reptilia) osztályba teknősök (Testudines) rendjébe, ezen belül a lágyhéjú teknősfélék (Trionychidae) családjába tartozó faj.

## Elterjedése

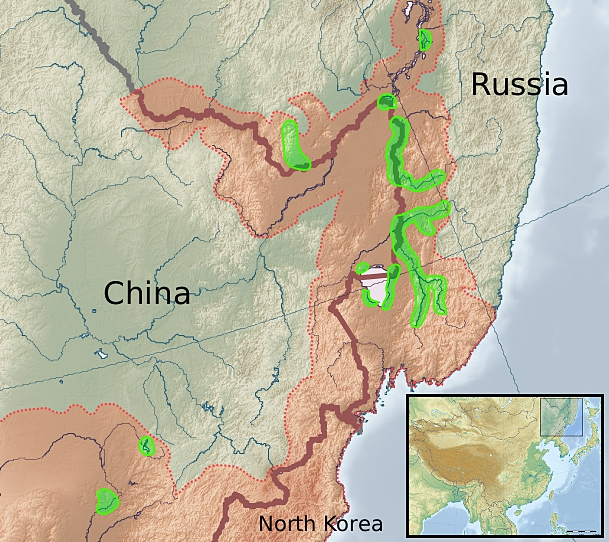
Élénkzölddel jelölve a Kínai lágyhéjú teknős természetes élőhelyeinek északnyugati része a Hanka-tó mocsárvidékén (a keleti és déli nincs ábrázolva)

Neve megtévesztő, mert nem csak Kínában honos. Elterjedési területe óriási. Északon felöleli Oroszország zord klímájú Amur-vidékét, ahol az utóbbi időben borzasztóan megritkult, ezért is szerepel az ottani Vörös Könyvben, mint kihalással fenyegetett állatfaj. Kínában viszont szinte mindenütt megtalálható. Tajvan szigetén nagy tömegben szaporítják, akárcsak Szingapúrban, ahol azonban eredendően nem él. Koreában, Hátsó-India keleti felében és Japánban is őshonos. Élőhelyei szerteágazó karakterűek. A szennyes pocsolyáktól és a rizsföldektől kezdve, a tavakon keresztül a hömpölygő folyamokig mindenütt előfordul.

## Megjelenése
Színezete e sokrétű élőhelyei miatt nagyon változatos. A szemeken keresztben haladó három fekete vonal, és az ajkakon és az állon látható márványozottság révén azonban felismerhető. Háta olajzöld, olajbarna vagy szürkés, egyszínű vagy apró pettyekkel tarkított. Hasa fehér, esetleg szabályos, szürkés foltokkal. A fiókák hátán fekete pettyek, hasán piros alapon feketés foltok lehetnek. A faj méretét illetően ellentmondó állításokkal találkozhatunk. Egyesek szerint legfeljebb 25 centiméterre nő, mások szerint viszont 35-40 centiméterre is megnőhet.

## Viselkedése
Rendkívül agresszív állat, éles szarukávája szép kör alakú vágást hagy. Ideges természetű, támad mindenre, ami mozog. Célszerű egyedül tartani, ugyanakkor fiatal korában még elviseli a fajtársait.

## Tartása
Az akváriumban a víz mélysége kis korban a teknős páncélhosszának másfélszerese legyen, felnőtt korban pedig úgy kell beállítani, hogy a teknős a nyaka kinyújtásával úgy levegőt tudjon venni, hogy közben a talajról ne kelljen felemelkednie. Elterjedt tévhit, hogy a kínai lágyhéjú teknős a vizet csakis a tojásrakás idejére hagyja el, ezért is sokan szárazulat nélkül tartják. Pedig azok a teknősök amelyeknek erre módjuk van, alkalmanként kikapaszkodnak a vízből és a nyirkos homokba temetkeznek. Egészségügyi okokból a legtöbben az akvárium alját fedetlenül hagyják, noha a finom homokból(pl. sóderból kiszitált homok-kvarchomok) vagy gömbölyű kavicsból álló vastag talajréteg alapkövetelmény(a fertőzések elkerülése végett). A talaj a páncél magasságának kétszerese legyen, egyébként csiszolópapírként funkcionál, és a teknősök bőrét véresre dörzsölik.
Tartása a helyigényt leszámítva nem túl bonyolult.Ha a szobában normális hőmérséklet uralkodik akkor kiegészítő fűtésre nincs szükség. A világítás is elhanyagolható. A nyár beköszöntével az állatok kivihetők a kertbe, ahol még 15 Celsius-fokos hőmérséklet mellett is egészen aktívak. Mivel igen nagyra növő faj, így az akvárium méretét is ehhez kell igazítani.
Etetése sem okozhat sok gondot: táplálkozását tekintve nem válogatós, fő táplálékát a halak, csigák, szúnyoglárvák, rovarok, rákok illetve a férgek teszik ki.Etetésénél tartózkodjunk az állatkereskedésekben kapható szárított eleségektől – szárított hal, szív-mix és társai –, mert a friss vagy fagyasztott eleségek nyújtanak számára teljes értékű táplálékot.

## Szaporodása
Csak tojásrakás idején hagyja el a vizet.

## Természetvédelmi állapota
Teknőslevest főznek belőle, ezért az IUCN vörös listáján a sebezhető kategóriában szerepel.